# فيرنر هاير
فيرنر هاير هو منافس ألعاب قوى ألماني، ولد في 14 نوفمبر 1956.

## وصلات خارجية
- فيرنر هاير على موقع الاتحاد الدولي لألعاب القوى (الإنجليزية)
- فيرنر هاير على موقع أوليمبيديا (الإنجليزية)